# Jack Daniel's

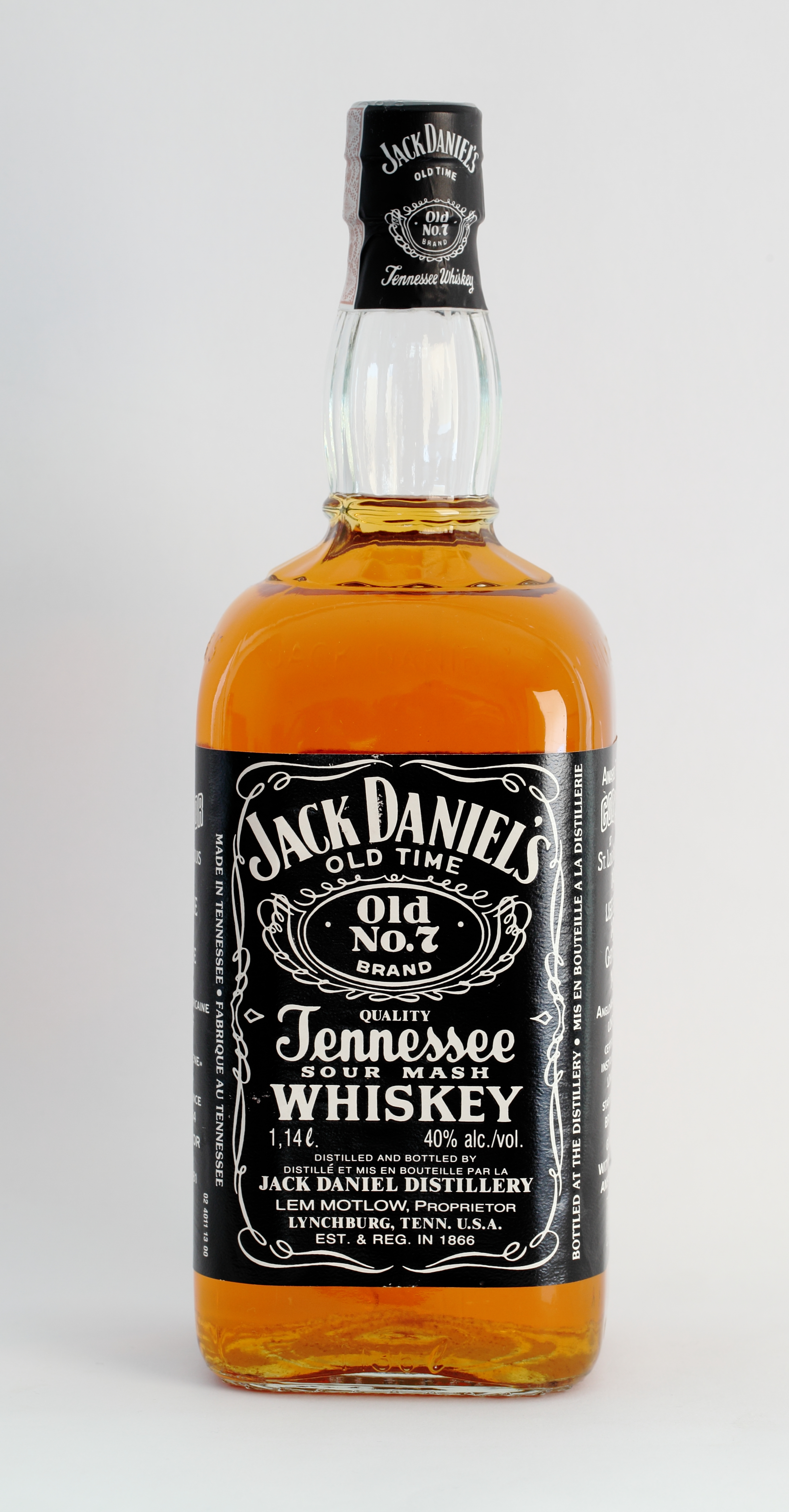

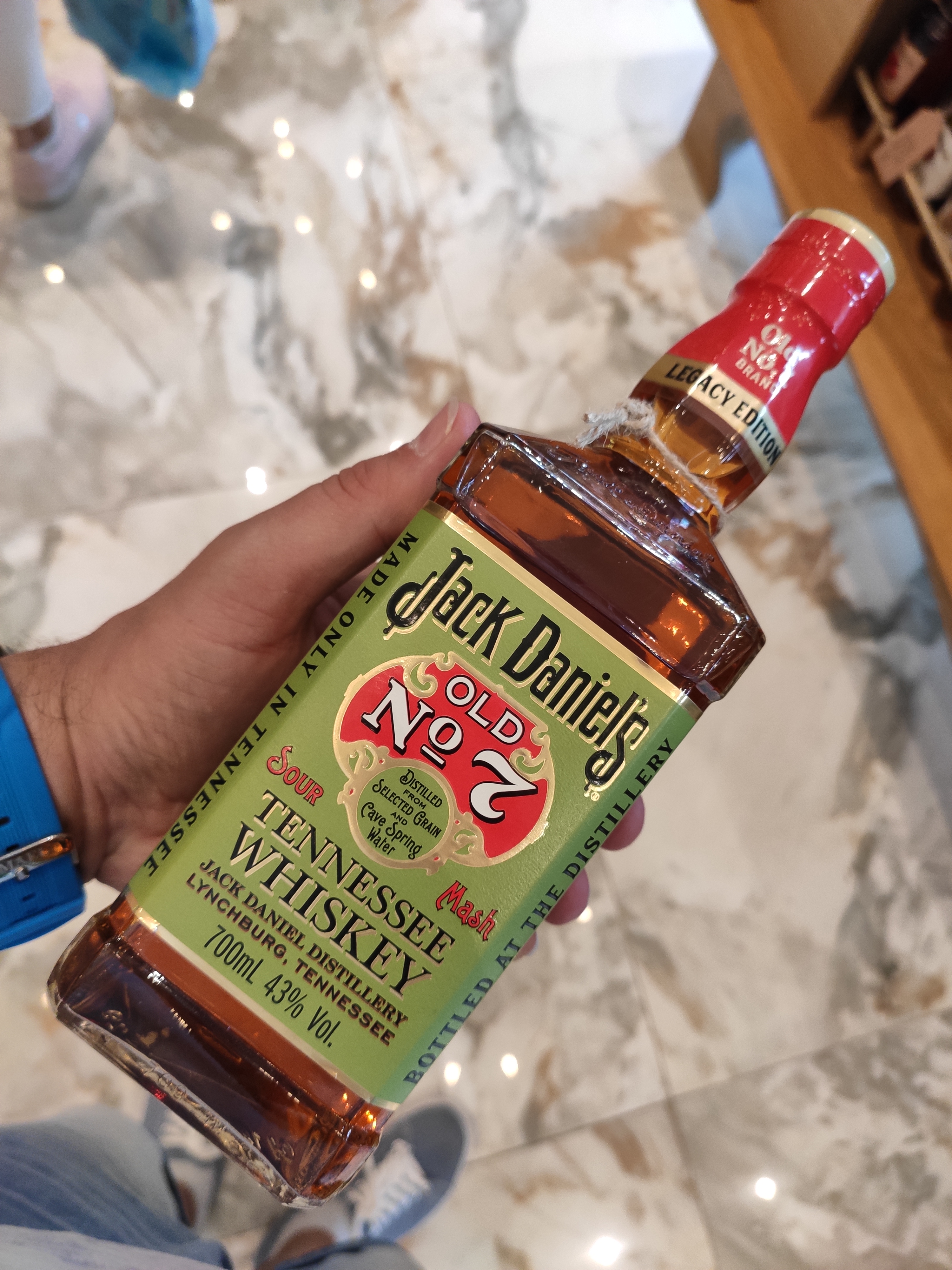
Jack Daniel's Legacy Edition

Jack Daniel's — бренді або теннесійський віскі. Випускається у місті Лінчбург в американському штаті Теннессі на винокурнях Jack Daniel Distillery, якими з 1956 року володіє корпорація Brown–Forman.
Напій виготовляється з 80 % кукурудзи, 12 % жита і 8 % ячменю, на основі чистої джерельної води і в підсумку містить близько 40 % алкоголю (в марках Jack Daniel's old № 7 і Gentlemen Jack). 
Єдиним технічним розходженням між теннесійськоим віскі та бурбоном є фільтрація через деревне вугілля з американського клена. Цей процес унікальний для створення віскі Теннессі і відомий як процес округу Лінкольн, названий на честь округу, де спочатку розливався Jack Daniel's. На думку виробника, процес фільтрації за допомогою деревного вугілля додає особливо м'який смак і аромат. Різницю було офіційно визнано в 1941 р. американським урядом. [джерело?]

## Історія Jack Daniel's
Jack Daniel's своєю появою зобов'язаний церкві. А конкретно — лютеранському священику Денну Коллу. Цей пастир, крім порятунку душ, займався виробництвом не зовсім боголюбих напоїв. Серед чоловіків прихожан його віскі користувався чималою популярністю. Саме на винокурню до панотця Денна і найнявся на роботу маленький семирічний хлопчик Джаспер «Джек» Ньютон Деніел. Сталося це приблизно в середині 50-х років XIX століття в місті Лінчбург, штат Теннессі (приблизно, бо документи, що вказують на дату народження Деніела, згоріли під час пожежі).
Маленький Джек виявився надзвичайно кмітливим. Він на льоту схоплював всі премудрості алкогольного бізнесу. Вже в 13 років він став господарем винокурні.
Від свого вчителя Джек Деніел навчився багато чому. Але головним секретом, який він запозичив у Денна Колла, стала особлива технологія виробництва віскі. Називалася вона Lincoln County Process, на честь округу Лінкольн Каунті, де вона була особливо поширена. Ця досить недешева на той час технологія передбачала особливий вид повільної фільтрації віскі-сирцю — через шар вугілля товщиною в 3 метри, отриманий з цукрового клена. І лише після цієї процедури віскі потрапляло в бочки. Завдяки цьому процесу, напій виходив дуже м'який, але багато конкурентів Деніела просто не бажали витрачати зайві гроші на м'якість «чоловічого напою».
Крім того, як відомо, смак віскі багато в чому залежить від якості води. Джек Деніел вирішив і цю проблему. Неподалік від його рідного містечка Лінчбурга було знайдене джерело з дуже смачною водою. Саме ці два додатки, «кленовий метод» та джерельна вода, виявилися запорукою оригінального смаку віскі Jack Daniel's.
Джек перемістив лікеро-горілчаний завод близько до свого місця народження, коли особлива ділянка землі біля міста Лінчберг стала вільною. Ця область прекрасно підходила для виробництва віскі завдяки наявності джерельної води, великої кількості сировини і постійним постачанням цукрового клена.
Лікеро-горілчаний завод Джека Даніелса був першим зареєстрованим лікерогорілчаним заводом у США і є найстарішим лікерогорілчаним заводом у США, де виробляють віскі.
У 1907 році Джек відчув, що його здоров'я починає підводити, і вирішив зайнятися підготовкою того, хто успадкує його алкогольну імперію. Оскільки він не мав ні дітей, ні дружини, спадкоємцем став його племінник Лем Мотлоу. Джек почав присвячувати його в справи компанії, і, врешті-решт, поступово надав йому кермо влади.
Одного разу Містер Джек прийшов на роботу рано вранці і спробував відкрити сейф у себе в офісі. Він не міг згадати комбінацію цифр і в гніві вдарив сейф ногою. Наслідком цього удару був перелом великого пальця і проникнення інфекції. Зрештою в 1911 році він помер від зараження крові.
Оскільки Джек Деніел ніколи не одружувався і не мав дітей, він заповів винокурню своєму племіннику Лему Мотлоу, який керував бізнесом в часи сухого закону. Лем керував заводом з 1911 року по 1947 рік.
Саме на період, коли Мотлоу перебував біля керма компанії, випали найважчі для заводу часи: і «сухий закон», і Друга світова війна. Довгі роки віскі був під забороною, і завод знаходився на межі банкрутства. І тільки в 1947 нормальна робота була відновлена, а незабаром компанія була зареєстрована, як «Jack Daniel Distillery, Lem Motlow, Prop., Inc».
У 1988 році Джек Рейр пом'якшив віскі деревним вугіллям двічі. Перший раз перед розливом в дубові бочки, і ще раз чотири роки потому, перед тим як віскі розлили в пляшки. Віскі за новим рецептом отримали більш гладкий і витончений характер.
На даний момент керує виробництвом Джефф Аррнет (сьомий майстер дистилятор). Аррнет займає цю посаду з 2008 року.

## Виробництво
Виготовлення віскі Jack Daniel's вимагає дотримання традицій — це додає йому яскраву індивідуальність. Кожна крапля віскі Jack Daniel's пропускається через шар деревного вугілля, а потім напій витримується у фірмових обпалених бочках виготовлених з американського білого дуба, зроблених вручну. Термін дозрівання віскі НЕ продиктований датою в календарі. Віскі Tennessee Sippin 'Whiskey готовий тільки тоді, коли про це оголосять дегустатори. Готовність справжнього віскі визначається тільки по відчуттях — так само колись поступав сам Джек Деніел. Більш ніж за століття спосіб оцінки якості Tennessee Whiskey практично не змінився. По тому, який його вигляд. По тому, який його запах. І звичайно, який він на смак.

## Легенди про Old No.7
З покоління в покоління переходять перекази про те, що може означати Old No.7:
- Є думка, що у Джека Деніела було 7 коханок або що він писав букву «J» свого імені як цифру 7. За іншою версією, він вибрав цифру 7, оскільки вважав її щасливою.
- Друга легенда говорить, що це була сьома спроба знайти ідеальний рецепт.
- За іншою легендою, сімома магазинами володів старий товариш Джека і саме в них віскі Jack Daniel's продавався найкраще.
- Втім, існує більш правдоподібне припущення. Мита збір на спиртне в кожному регіоні США був різний, кожний штат мав своє маркування. Теннессі був «номером сьомим» у цій системі. Пізніше цей штат отримав інший номер — 16.
- Але найцікавіша версія пов'язана з сімома бочками з віскі, що загубилися, на яких, коли пропажу було знайдено, Містер Джек нібито поставив цифру «7». Пізніше торговець, якому дісталися ці бочки, був настільки зачарований віскі Jack Daniel's, що замовив ще одну партію «того самого номер сім» ( «that old number 7»).